# Mjukvaruimplementering
Mjukvaruimplementering, utplacering, syftar på att ta mjukvara i drift. Termen implementering är problematisk då man på engelska skiljer på implementation (realisering, att skapa en färdig produkt) och deployment (utplacering, se till att användarna kan utnyttja mjukvaran).
Det finns olika strategier för hur detta ska genomföras, de tre mest omskrivna är big bang, phased rollout och parallell adoption:
- Big bang bygger på att alla användare samtidigt börjar använda det nya systemet; denna strategi är billigare och snabbare, men har ett större riskmoment. Ofta sjunker organisationens produktivitet direkt efter implementeringen för att sedan återhämta sig.[2]

- Phased rollout bygger på att man stegvis tar det nya systemet i drift. Man kan dela in faserna i mjukvarumoduler, efter verksamhetsområde eller geografiskt; det vanligaste är att man byter ut en modul i taget. Processen blir längre än vid big bang och man kan tvingas utveckla tillfälliga lösningar för att koppla ihop gammal och ny mjukvara.[2]

- Parallell adoption går ut på att man använder det gamla systemet samtidigt som det nya finns tillgängligt så att man kan lära sig det. Användare kan tvingas mata in samma data två gånger i olika system. Detta är en lågriskstrategi, men också den som har högst kostnader vilket gjort den används allt mindre.[2]

Strategierna kan även kombineras med varandra.

### Fotnoter
1. ↑  ”Computer Swedens ordlista, implementera”. Arkiverad från originalet den 23 december 2012. https://web.archive.org/web/20121223153749/http://cstjanster.idg.se/sprakwebben/ord.asp?ord=implementera#. Läst 3 mars 2013.
2. 1 2 3 4 5  ERP Implementation Strategies – A Guide to ERP Implementation Methodology